# Willie Best
Pour les articles homonymes, voir Best.
Willie Best est un acteur et compositeur américain né le 27 mai 1916 à Sunflower, Mississippi (États-Unis), mort le 27 février 1962 à Hollywood (Californie).

## Biographie
William "Willie" Best découvre Hollywood (Californie), en tant que chauffeur d'un couple de vacanciers venus du Mississippi pour découvrir Los Angeles. Il décide de rester dans la région et commence sa carrière d'interprète avec un spectacle itinérant dans le sud de la Californie. Puis il signe un contrat avec la RKO. Il  fait sa première apparition à l'écran dans un film de Harold Lloyd de 1930, À la hauteur (Feet First) où il tient un rôle de concierge.  Best a été l'un des premiers acteurs de cinéma afro-américain à connaître la popularité auprès du public blanc. En tant qu'acteur de second rôle, Willie Best, comme de nombreux acteurs afro-américains de son époque, est souvent cantonné à des rôles de domestique ou d’employé de service de l’hôtellerie / restauration ou de chauffeur,. 
Willie Best est inhumé au Valhalla Memorial Park Cemetery situé au 10621, Victory Boulevard, à North Hollywood, en Californie. 

## Filmographie

### Comme acteur
- 1930 : Deep South
- 1930 : Ladies of Leisure : Elevator Operator
- 1930 : À la hauteur (Feet First) de Clyde Bruckman : Concierge
- 1931 : The Virtuous Husband : Luftus
- 1931 : Up Pops the Devil de A. Edward Sutherland : Laundryman
- 1932 : The Monster Walks : Exodus
- 1934 : Kentucky Kernels : Buckshot
- 1934 : Petite Miss (Little Miss Marker) d'Alexander Hall : Dizzy Memphis
- 1934 : West of the Pecos : Jonah
- 1935 : Murder on a Honeymoon : Willie, the Porter
- 1935 : The Nitwits : Sleepy
- 1935 : The Arizonian de Charles Vidor : Pompey
- 1935 : Jalna : Sam, the Janitor
- 1935 : Hot Tip : Apollo
- 1935 : Annie Oakley de George Stevens : Second Cook
- 1935 : La Fille rebelle (The Littlest Rebel) : James Henry
- 1935 : To Beat the Band : Elevator Operator
- 1936 : Dog Blight : Sleepy
- 1936 : Muss 'em Up : Janitor at Spivali's Bar
- 1936 : The Lady Consents : Sam, Jim's Caretaker
- 1936 : Silly Billies : Excitement
- 1936 : Two in Revolt : Eph
- 1936 : Murder on a Bridle Path (en) de William Hamilton et Edward Killy : High-Pockets
- 1936 : Carolyn veut divorcer (The Bride Walks Out) : Smokie (at Marriage Bureau)
- 1936 : Les Verts Pâturages (The Green Pastures) : Henry, the Angel
- 1936 : Down the Stretch : Noah (stable boy)
- 1936 : Mummy's Boys : Catfish
- 1936 : Thank You, Jeeves! : The Sax Player
- 1936 : Make Way for a Lady : William Townley, Jackson's Chauffeur
- 1936 : General Spanky : Henry
- 1936 : Night Waitress : Black passerby
- 1937 : We Who Are About to Die de Christy Cabanne : Airport porter
- 1937 : Mississippi Moods
- 1937 : Deep South (en)
- 1937 : L'Avocat criminel (en) (Criminal Lawyer) de Christy Cabanne : Servant at party
- 1937 : Racing Lady : Brass
- 1937 : Breezing Home : Speed
- 1937 : You Can't Buy Luck : Airline Porter
- 1937 : Meet the Missus : Mose, Shoe Shine Boy
- 1937 : Super-Sleuth : Warts
- 1937 : The Lady Fights Back : McTavish
- 1937 : Saturday's Heroes : Sam
- 1938 : Crashing Hollywood de Lew Landers : Train Porter
- 1938 : Everybody's Doing It : Jasper, Elevator Operator
- 1938 : La Bataille de l'or (Gold Is Where You Find It) de Michael Curtiz : Joshua
- 1938 : Madame et son clochard (Merrily We Live), de Norman Z. McLeod : George W. Jones
- 1938 : Goodbye Broadway : Jughead
- 1938 : Mariage incognito (Vivacious Lady) : Train Porter
- 1938 : I'm from the City : Train porter
- 1938 : Western Welcome
- 1938 : Youth Takes a Fling : George
- 1938 : Un cheval sur les bras (Straight, Place and Show) de David Butler : Hannibal
- 1938 : Blondie : Hotel Porter
- 1938 : Cinq jeunes filles endiablées (Spring Madness), de S. Sylvan Simon : Employé aux bagages dans le train
- 1938 : Prairie Papas
- 1939 : The Saint Strikes Back : Algernon, Simon's Butler
- 1939 : Mr. Moto in Danger Island : Launch pilot
- 1939 : Nancy Drew... Trouble Shooter : Apollo Johnson, Edna's Servant
- 1939 : Mr. Moto Takes a Vacation : Driver
- 1939 : Way Down South : Chimney Sweep
- 1939 : Chantage (Blackmail), de H. C. Potter : Bunny, le concierge
- 1939 : Un jour au cirque (At the Circus) d'Edward Buzzell : Redcap
- 1939 : The Covered Trailer : Baltimore
- 1939 : Private Detective : Norton's Valet
- 1939 : Miracle on Main Street : Duke
- 1940 : Le Poignard mystérieux de Tay Garnett : Art, the Elevator Operator
- 1940 : Cette femme est mienne (I Take This Woman) : Sambo, the Clinic Attendant
- 1940 : Blondie on a Budget : Newsboy
- 1940 : Le Mystère du château maudit (The Ghost Breakers) : Alex
- 1940 : Money and the Woman : George Washington Jones, Dave's Servant
- 1940 : Who Killed Aunt Maggie? : Andrew
- 1941 : La Grande Évasion (High Sierra) : Algernon
- 1941 : West of the Rockies
- 1941 : Flight from Destiny : George (club janitor)
- 1941 : Histoire de fous (Road Show) : Willie
- 1941 : Scattergood Baines (en) de Christy Cabanne : Hipp
- 1941 : Une femme à poigne (The Lady from Cheyenne) de Frank Lloyd : George
- 1941 : Kisses for Breakfast : Arnold
- 1941 : Highway West : Bub Wellington
- 1941 : 'Smiling Ghost, The' : Clarence
- 1941 : Minstrel Days : Singer
- 1941 : Rien que la vérité (Nothing But the Truth) d' Elliott Nugent : Samuel
- 1941 : The Body Disappears : William 'Willie'
- 1942 : Whispering Ghosts (en) d'Alfred L. Werker : Euclid White Brown
- 1942 : Juke Girl : Jo-Mo
- 1942 : Maisie Gets Her Man : Sam, Room Service Waiter
- 1942 : Fantômes déchaînés (A-Haunting We Will Go) : Waiter
- 1942 : Busses Roar : Sunshine
- 1942 : Scattergood Survives a Murder (en) de Christy Cabanne : Hipp
- 1942 : The Hidden Hand : Eustis the Chauffeur
- 1943 : The Powers Girl : Men's Room Attendant
- 1943 : Cinderella Swings It de Christy Cabanne : Hipp
- 1943 : Un petit coin aux cieux (Cabin in the Sky) : Second Idea Man
- 1943 : Dixie : Steward
- 1943 : Le Cavalier du Kansas (The Kansan) : Bones
- 1943 : Remerciez votre bonne étoile (Thank Your Lucky Stars) : Soldier
- 1944 : Les Aventures de Mark Twain (The Adventures of Mark Twain) : George, Twain's Butler
- 1944 : Home in Indiana : Mo' Rum
- 1944 : The Girl Who Dared : Woodrow
- 1944 : The Mark of the Whistler : Men's Room Attendant
- 1944 : Tendre symphonie (Music for Millions) : Red Cap
- 1945 : The Monster and the Ape : Flash
- 1945 : Pillow to Post : Lucille, Colonial Auto Court Porter
- 1945 : Épousez-moi, chérie ! (Hold That Blonde!) : Willie Shelley
- 1945 : She Wouldn't Say Yes : Porter
- 1945 : Red Dragon : Chattanooga Brown
- 1946 : The Face of Marble : Shadrach
- 1946 : Amazone moderne (The Bride Wore Boots) : Joe
- 1946 : Pas de congé, pas d'amour (No Leave, No Love) : Piano Delivery Man
- 1946 : Dangerous Money : Chattanooga Brown
- 1947 : Ma femme, la capitaine (Suddenly, It's Spring) : Porter on train
- 1947 : L'Étalon rouge de Lesley Selander : Jackson
- 1948 : Half Past Midnight : Andy Jones, nightclub janitor
- 1948 : Smart Woman (en) d'Edward A. Blatt : Train Porter
- 1949 : Jiggs and Maggie in Jackpot Jitters : Willie
- 1950 : High and Dizzy : Wesley
- 1951 : South of Caliente : Willie
- 1954 : Waterfront (série TV) : Willie Slocum

### comme compositeur
- 1947 : Sepia Cinderella